# Плюшков, Алексей Иванович
Алексей Иванович Плюшков (псевд. Угрюмов, Сиверский) (26 июня 1897, Санкт-Петербург, Россия —13 августа 1968, Кембридж, Великобритания) ― русский поэт «Серебряного века», прозаик.

## Биография
Родился в семье доктора. Племянник детского писателя и публициста, близкого друга А. А. Блока Е. П. Иванова (1879―1942) и искусствоведа А. П. Иванова (1876―1940). В 1900 году семья переехала в Царское Село. Алексей, окончив в 1916 году царскосельское реальное училище им. Николая II, поступил на экономическое отделение Петербургского политехнического института, затем осенью 1917 года перевёлся на юридический факультет, который окончил в 1919 году. Упомянут как участник торжественного собрания в реальном училище в честь 300-летия дома Романовых, где ученик 5-го класса Алексей Плюшков прочёл своё стихотворение «В память избрания Михаила Фёдоровича на царство».
Был знаком с А. Блоком, А. Ахматовой, Г. Ивановым, С. Есениным.
До конца 1930-х гг. служил юрисконсультом в советских учреждениях. Публиковал очерки в журнале «Еженедельник советской юстиции».
Во время Второй мировой войны оказался на Западе, публиковался в коллаборационистском издании «Родина» (издавался в г. Вустрау). После войны ― в Великобритании, где работал на текстильной фабрике. С 1951 года преподаватель Славянского отдела Кембриджского университета в Великобритании.

## Творчество
Автор двух романов, более 70 рассказов, двух книг стихов и очерков о русских писателях.
Первые стихи опубликовал в 1912 году в детском журнале П. С. Соловьёвой «Тропинка» и журнале «Царскосельская мысль». В 1914―1916 гг. публиковал стихи в журнале «Лукоморье». Наравне со стихами писал прозу и пьесы, одна из которых была взята Александринским театром в 1918 году к постановке, но затем запрещена. В поздних повестях и романах превалирует петербургская тема. Оставил воспоминания о Царском Селе, Сергее Есенине.
В РГАЛИ хранятся письма А. И. Плюшкова к В. В. Розанову.